# Tofsmonarktörnskata
Tofsmonarktörnskata (Bias musicus) är en fågel i familjen vangor inom ordningen tättingar.

## Utseende och läten
Tofsmonarktörnskatan är en 14-15 cm lång satt, flugsnapparliknande fågel med långa hjässfjädrar och kort stjärt. Hanen är omisskännlig med svart tofs, ovansida och strupe samt en vit vingfläck. Honan har kastanjebrunt på rygg och stjärt och kan förväxlas med paradismonarker, men är sattare, med ljus strupe samt gula ögon och ben. Sången är ett högljutt, visslande "whitu-whitu-whitu" och varningslätet ett vasst "we-chip".

## Utbredning och underarter
Tofsmonarktörnskata behandlas antingen som monotypisk eller delas in i tre underarter med följande utbredningar:
- Bias musicus musicus – förekommer från Sierra Leone till norra Angola, Zaire, Uganda och nordvästra Tanzania
- Bias musicus changamwensis – förekommer från Kenya till östra Tanzania
- Bias musicus clarens – förekommer från södra Malawi till östra Zimbabwe och Moçambique

### Familjetillhörighet
Tofsmonarktörnskatan och vitbröstad monarktörnskata (Megabyas flammulatus) placerades länge bland flikögonen (Platysteiridae). Genetiska studier visar dock att de står närmast de asiatiska skogstörnskatorna i släktena Hemipus och Tephrodornis. De inkluderas numera alla i familjen vangor (Vangidae).

## Levnadssätt
Tofsmonarktörnskatan hittas i skog och flodnära skogslandskap upp till 1500 meters höjd. I Gabon och i östra Demokratiska republiken Kongo kan den även hittas nära bebyggelse. Födan består av leddjur, men även små ryggradslösa djur. Fågln häckar i april och maj i Liberia, i januari, februari och juni i Kamerun och i Gabon med en topp i oktober–november.

## Status och hot
Arten har ett stort utbredningsområde och en stor population, men tros minska i antal på grund av habitatförstörelse, dock inte tillräckligt kraftigt för att den ska betraktas som hotad. Internationella naturvårdsunionen IUCN kategoriserar därför arten som livskraftig (LC). Världspopulationen har inte uppskattats men den beskrivs som ovanlig till vanlig.